# Praxidames
Praxidames (en llatí Praxidamas, en grec antic Πραξιδάμας) fou un escriptor de poesia o més probablement de música, d'origen grec.
Només el menciona Suides de forma clara, però Valeri Harpocració fa referència a unes memòries de Praxidames escrites per Aristoxen de Tàrent. Hauria viscut entre el temps de Demòcrit d'Abdera (cap a l'any 460 aC) i el d'Aristoxen (l'any 320 aC).